# Temelucha parvula
Temelucha parvula là một loài tò vò trong họ Ichneumonidae.